# 옥천경찰서
옥천경찰서(沃川警察署, Okcheon Police Station)는 충청북도경찰청이 관할하는 경찰서 중 하나이다. 충청북도 옥천군 일대를 관할한다. 충청북도 옥천군 옥천읍 중앙로 20에 위치하고 있다.
서장은 총경으로 보한다.

## 기본 정보
- 주소: 충청북도 옥천군 옥천읍 중앙로 20
- 우편번호: 29047

## 관할 파출소 및 지구대
옥천경찰서는 1개 지구대와 6개 파출소를 산하에 두고 있다.
| 명칭       | 사진 | 주소               | 관할구역       | 치안센터     |
| ---------- | ---- | ------------------ | -------------- | ------------ |
| 중앙지구대 |      | 옥천읍 지용로 21   | 옥천읍, 군서면 |              |
| 군북파출소 |      | 군북면 옥천로 1114 | 군북면         |              |
| 동이파출소 |      | 동이면 평산길 34   | 동이면         |              |
| 이원파출소 |      | 이원면 신흥1길 18  | 이원면         |              |
| 안내파출소 |      | 안내면 현리3길 17  | 안내면, 안남면 | 안남치안센터 |
| 청산파출소 |      | 청산면 지전길 48   | 청산면         |              |
| 청성파출소 |      | 청성면 산계길 97   | 청성면         |              |